# Traité de Moscou (1990)
Pour les articles homonymes, voir Traité de Moscou.
 Voir le traité sur Wikisource
Einigungsvertrag Réunification allemande
Le traité de Moscou, également appelé traité quatre plus deux ou traité deux plus quatre, est un accord international entre les représentants des deux Allemagnes (Allemagne de l'Ouest et Allemagne de l'Est), ainsi que les quatre puissances alliées de la Seconde Guerre mondiale, la France, les États-Unis, le Royaume-Uni et l'URSS. Sa signature le 12 septembre 1990 à Moscou ouvrit la voie de la réunification allemande.
Son nom officiel est « traité portant règlement définitif concernant l'Allemagne ». Très court, ce traité, qui se compose d’un préambule et de dix articles, fixe avec précision le statut international de l’Allemagne unie au cœur de l’Europe, avec le consensus tacite de tous ses voisins. Le traité réglemente de nombreuses questions liées aux Affaires étrangères des deux États allemands, telles que le tracé des frontières extérieures, les appartenances aux alliances, et les forces militaires. Avec ce traité, l’Allemagne retrouve la souveraineté pleine et entière perdue à la suite de sa capitulation du 8 mai 1945, de sa partition entre RFA et RDA et de l'adoption du statut d'occupation de la RFA (1949), puis récupérée partiellement pour la RFA lors des Accords de Bonn (1952) et des Accords de Paris (1954). Elle redevient un État comme les autres.

## Les différents statuts de l'Allemagne de 1945 à 1989
Après la capitulation allemande du 8 mai 1945, le pays n'est plus un État souverain. Son territoire est partagé en quatre zones occupées par les puissances alliées : URSS, États-Unis, Royaume-Uni et France. Mais très vite, les deux grands vainqueurs de la Seconde Guerre mondiale s'opposent. La guerre froide commence et l'Allemagne devient vite un enjeu stratégique dans cet affrontement. En 1947, les zones américaine et britannique fusionnent, rejointes en 1948 par la zone française. Une des conséquences de la guerre froide est la création de deux États allemands en 1949, la République fédérale d'Allemagne dans les zones d'occupation américaine, française et britannique, et la République démocratique allemande dans la zone d'occupation soviétique. Les accords de Paris signés en 1954 permettent à la RFA d'intégrer l'Organisation du traité de l'Atlantique nord. La RFA a le droit de constituer des forces armées modestes mais celles-ci n'ont pas le droit d'intervenir à l'extérieur du pays. Le statut d'occupation disparaît en 1954, mais l'Allemagne doit toujours recevoir des forces étrangères sur son territoire.
En 1989, la chute du mur de Berlin et le délitement de l'Empire soviétique permettent la réunification de l'Allemagne. Mais il faut d'abord régler définitivement le sort du pays resté en suspens depuis 1945.

## Le traité de Moscou
L’unification concerne aussi les quatre vainqueurs de 1945 qui s'étaient partagé quatre secteurs d'occupation. Sans leur accord, l’unité allemande était impossible, chacun ayant un droit de veto sur le processus, d'où la signature, à Moscou, du traité dit « 4 + 2 ». Cette appellation montre que ce traité met fin à la question allemande qui a empoisonné les relations internationales pendant une grande partie du XXe siècle.
Le traité commence par un préambule qui rappelle les divisions de l'Europe depuis 1945 et prend acte de la disparition des deux blocs antagonistes. Il rappelle son attachement aux principes défendus par la charte de l'ONU, à savoir développer entre les nations des relations amicales, le respect du principe de l'égalité entre les peuples, le droit des peuples à disposer d'eux-mêmes et la défense de la paix du monde. Les États parties se déclarent « convaincus que l'unification de l'Allemagne en un État aux frontières définitives représente une contribution importante à la paix et à la stabilité en Europe ». Enfin, en préambule, les quatre puissances occupantes abandonnent leurs « droits et responsabilités » sur l'Allemagne.
L'article 1 stipule que les frontières de l'Allemagne réunie telles qu'elles ont été fixées en 1945 sont définitives. La signature de l'Allemagne à ce traité international doit l'empêcher de toute revendication territoriale notamment vis-à-vis de la Pologne. 
L'article 2 affirme le caractère pacifique de l'Allemagne. « les actes susceptibles de troubler les relations pacifiques entre les nations ou entrepris dans cette intention, notamment en vue de préparer une guerre d'agression, sont anticonstitutionnels et constituent une infraction punissable. » Cet article encadre la stratégie militaire de l'Allemagne et montre que celle-ci a rompu avec son militarisme passé.
L'article 3 tire les conséquences de cette position de puissance pacifique, « à savoir la renonciation à la fabrication, à la possession et au contrôle d'armes nucléaires, biologiques et chimiques. » Autrement dit, l'Allemagne s'engage à ne pas fabriquer et à ne pas détenir des armes de destruction massive. Elle s'engage aussi « à réduire dans un délai de trois à quatre ans le niveau des effectifs en personnels des forces armées de l'Allemagne unie à 370 000 » toutes forces confondues. En effet, les forces de la RFA et de la RDA réunies dépassaient largement ce nombre en 1990. 
L'article 4 soulève l'épineux problème de la présence soviétique sur le territoire de l'ex-RDA. La fin de la présence des troupes du pacte de Varsovie doit être réglée par un traité séparé qui stipulera « les conditions et la durée de la présence des forces armées soviétiques sur le territoire de l'actuelle République démocratique allemande et de Berlin, ainsi que le déroulement du retrait de ces forces armées, qui devra être achevé à la fin de l'année 1994. »
L'article 5  vise à ne pas mettre l'Union soviétique dans une position humiliante tant que le retrait total de ses troupes de l'ex-RDA n'aura pas été effectué. Il stipule que, pendant la période de retrait des forces armées soviétiques, d'autres États, c'est-à-dire les États-Unis principalement, n'y stationneront pas et n'y mèneront aucune autre activité militaire, n'augmenteront pas leurs capacités militaire dans Berlin-Ouest. Les forces de l'OTAN pourront ensuite stationner à l'est de l'Allemagne mais s'engagent à ne pas faire stationner d'armes nucléaires après l'évacuation de l'ex-RDA par les troupes soviétiques.
L'article 6 réaffirme le droit de la République fédérale d'Allemagne à contracter librement des alliances.
L'article 7 met fin « aux droits et responsabilités relatifs à Berlin et à l'Allemagne des États-Unis d'Amérique, la République française, le Royaume-Uni de Grande-Bretagne et d'Irlande du Nord et l'Union des Républiques socialistes soviétiques. » Ceci fait de l'Allemagne un État jouissant « de la pleine souveraineté sur ses affaires intérieures et extérieures », ce qui n'était pas arrivé depuis 1945. Cependant cet article ne semble pas avoir invalidé l'article 107 de la Charte des Nations unies.
Les articles 8, 9 et 10 parlent des modalités techniques de ratification et d'application.

## Les conséquences du traité de Moscou de 1990
La nouvelle Allemagne, quarante-cinq ans après la chute du nazisme, redevient un État comme les autres et sort de la situation d’exception que la guerre froide avait créée. Le traité de Moscou du 12 septembre 1990 est donc fondamental dans l'histoire des relations internationales et de l'Europe. Il clôt une époque pour en ouvrir une autre visant à la stabilité sur le Vieux Continent. Il participe au nouvel ordre paneuropéen de paix et de sécurité. Il redonne à l'Allemagne une place centrale sinon de charnière entre l'Europe de l'Ouest et les PECO. Le choix de Berlin comme nouvelle capitale de l'Allemagne réunifiée, souligne son identité orientale, jusque-là minorée. 
Dès son arrivée au pouvoir en 1998, le chancelier social-démocrate Gerhard Schröder prône une société allemande plus moderne et moins complexée. Il signe par là même la fin de la repentance par l’affirmation explicite d’une « normalité » allemande. L'Allemagne forte de sa puissance économique et de sa stabilité s'efforce d'aider les autres États, principalement ses voisins de l'Est, à acquérir cette stabilité politique. N'ayant plus de visée de puissance ou d'hégémonie, elle promeut les critères environnementaux, les droits de l’Homme ou les droits sociaux,. Elle privilégie la culture d'influence via les investissements économiques dans les PECO dont elle favorise l'intégration.
Mais sa puissance économique a conduit la RFA  à avoir un rôle plus actif, plus militaire dans les affaires. Après s'être vu reprocher sa passivité pendant la guerre du Golfe par les États-Unis, son allié et protecteur, elle a dû répondre à la sollicitation américaine de partager le fardeau de l'hégémonie mondiale. En 1994, la Cour de Karlsruhe a jugé légaux les engagements de la Bundeswehr en dehors des zones traditionnelles de l’OTAN. Cependant les missions de la Bundeswehr sont toujours liées à des objectifs humanitaires  ou de maintien de la paix. Des troupes allemandes sont intervenues dans le cadre des missions de l'OTAN en Bosnie-Herzégovine, au Kosovo et en Afghanistan dans le cadre de la mission de la Force internationale d'assistance à la sécurité (ISAF) de l'OTAN, à laquelle la Bundeswehr participe depuis janvier 2002.
Le traité de Moscou et la fin de la guerre froide ont conduit l'Allemagne à repenser les relations franco-allemandes. En effet, la France se trouve dans une position moins favorable même si elle possède l'arme atomique et un siège de membre permanent au conseil de sécurité des Nations unies. Elle est surpassée par l'Allemagne en termes de puissance économique, de rôle moteur dans l'intégration des PECO dans l'économie de marché et dans la construction européenne. L’Allemagne réunifiée possède le double avantage d'être un maillon fort de l'OTAN, un partenaire incontournable de la construction européenne. Les relations germano-russes ont elles aussi évolué à la suite du traité de Moscou. En effet, l'Allemagne a besoin de l'accord tacite de la Russie pour développer sa politique de coopération et de sécurité dans les PECO. Mais d'un autre côté la nouvelle puissance allemande est concurrente de celle de la Russie et rejette cette dernière hors de l'Europe. Les relations entre les deux puissances sont donc ambiguës.